# Solución Griega
Solución Griega (en griego: Ελληνική Λύση, Ellinikí Lisi) es un partido político griego de extrema derecha fundado por el exparlamentario y periodista Kyriakos Velopoulos, quien anteriormente había militado en la Concentración Popular Ortodoxa (LAOS). Fue fundado oficialmente el 28 de junio de 2016 y su presentación formal tuvo lugar el 7 de octubre de 2016 en un evento en el Estadio de la Paz y la Amistad.
Contó brevemente con representación en el Parlamento Europeo en 2017, cuando el ex eurodiputado de Amanecer Dorado Nikos Michos integró las filas de la formación por un corto periodo.
En las elecciones al Parlamento Europeo de 2019 la formación obtuvo un 4.18% de los votos, obteniendo un escaño. Forma parte de los Conservadores y Reformistas Europeos.
En las elecciones parlamentarias de 2019, Solución Griega entró por primera vez en el Consejo de los Helenos con un 3,7% de los votos y 10 diputados.

## Ideología
De tendencia nacionalista y euroescéptica, el partido defiende posiciones pro-rusas y es cercano a la iglesia ortodoxa.
Según el sitio web del partido, Solución Griega prevé invertir principalmente en el sector primario de la economía y la geoestrategia. La formación se opone al acuerdo de Prespa y al uso de la palabra "Macedonia" en el nombre de la vecina República de Macedonia del Norte. Solución Griega está a favor de la proclamación de una ZEE y la explotación de la riqueza mineral de Grecia para la industria pesada. También apoya la reestructuración del sistema educativo y sanitario.

## Historial electoral

### Consejo de los Helenos
| Año       | Votos        | %    | Escaños | ± |
| --------- | ------------ | ---- | ------- | - |
| 2019      | 208 805 (#5) | 3,70 | 10/300  |   |
| May. 2023 | 261 790 (#5) | 4,45 | 16/300  | 6 |
| Jun. 2023 | 231 349 (#6) | 4,44 | 12/300  | 4 |

### Parlamento Europeo
| Año  | Votos        | %    | Escaños | +/- |
| ---- | ------------ | ---- | ------- | --- |
| 2019 | 236 365 (#6) | 4,18 | 1/21    |     |
| 2024 | 369 727 (#4) | 9,30 | 2/21    | 1   |